# Cupes hoffeinsorum
Cupes hoffeinsorum is een keversoort uit de familie Cupedidae. De wetenschappelijke naam van de soort is voor het eerst geldig gepubliceerd in 2005 door Kirejtshuk.